# Arrondissement d'Issoudun
L'arrondissement d'Issoudun est une division administrative française, située dans le département de l'Indre, en région Centre-Val de Loire.

## Géographie
Cet arrondissement est organisé autour de la commune d'Issoudun.
Il s'étend dans les parties est et nord-est du département.
Son altitude minimum est de 72 m à Chabris. Son altitude maximum est de 221 m à Ménétréols-sous-Vatan.
Sa superficie est de 1 182,31 km2.

## Histoire
Le 17 février 1800 a été créé l'arrondissement d'Issoudun. Le 10 septembre 1926, l'arrondissement est supprimé avant d’être recréé le 1er juin 1942.
Avant mars 2015, l'arrondissement d'Issoudun était composées des cantons d'Issoudun-Nord, Issoudun-Sud, Saint-Christophe-en-Bazelle et Vatan.
Depuis mars 2015, à la suite du redécoupage cantonal de 2014, certaines communes ont changé de cantons.
Le 1er janvier 2016, les communes de Parpeçay, Sainte-Cécile et Varennes-sur-Fouzon fusionnent et donne la commune nouvelle de Val-Fouzon.

## Composition
Depuis 2015, le nombre de communes des arrondissements varie chaque année soit du fait du redécoupage cantonal de 2014 qui a conduit à l'ajustement de périmètres de certains arrondissements, soit à la suite de la création de communes nouvelles. L'arrondissement  était composées des cantons d'Issoudun-Nord, Issoudun-Sud, Saint-Christophe-en-Bazelle et Vatan. Le nombre de communes en 2015 est ainsi de 51.

### Découpage depuis 2016
L'arrondissement est désormais composée des cantons d'Ardentes (3/12 communes), La Châtre (8/34 communes), Issoudun, Levroux (22/36 communes) et Valençay (10/29 communes).
Le nombre de communes depuis 2016 est de 49,,,.
Au 1er janvier 2024, l'arrondissement groupe les 49 communes suivantes :
| Nom                         | Code Insee | Intercommunalité             | Superficie (km2) | Population (dernière pop. légale) | Densité (hab./km2) | Modifier                                    |
| --------------------------- | ---------- | ---------------------------- | ---------------- | --------------------------------- | ------------------ | ------------------------------------------- |
| Issoudun (chef-lieu)        | 36088      | CC du Pays d'Issoudun        | 36,60            | 10 953 (2022)                     | 299                | modifier les données · modifier les données |
| Aize                        | 36002      | CC Champagne Boischauts      | 17,07            | 116 (2022)                        | 6,8                | modifier les données · modifier les données |
| Ambrault                    | 36003      | CC Champagne Boischauts      | 25,59            | 887 (2022)                        | 35                 | modifier les données · modifier les données |
| Anjouin                     | 36004      | CC Chabris - Pays de Bazelle | 28,91            | 315 (2022)                        | 11                 | modifier les données · modifier les données |
| Bagneux                     | 36011      | CC Chabris - Pays de Bazelle | 25,30            | 173 (2022)                        | 6,8                | modifier les données · modifier les données |
| Bommiers                    | 36019      | CC Champagne Boischauts      | 28,38            | 320 (2022)                        | 11                 | modifier les données · modifier les données |
| Les Bordes                  | 36021      | CC du Pays d'Issoudun        | 16,30            | 824 (2022)                        | 51                 | modifier les données · modifier les données |
| Brives                      | 36027      | CC Champagne Boischauts      | 19,61            | 239 (2022)                        | 12                 | modifier les données · modifier les données |
| Buxeuil                     | 36029      | CC Champagne Boischauts      | 19,75            | 221 (2022)                        | 11                 | modifier les données · modifier les données |
| Chabris                     | 36034      | CC Chabris - Pays de Bazelle | 41,22            | 2 762 (2022)                      | 67                 | modifier les données · modifier les données |
| La Champenoise              | 36037      | CC Champagne Boischauts      | 44,34            | 305 (2022)                        | 6,9                | modifier les données · modifier les données |
| La Chapelle-Saint-Laurian   | 36041      | CC Champagne Boischauts      | 9,82             | 136 (2022)                        | 14                 | modifier les données · modifier les données |
| Chouday                     | 36052      | CC Champagne Boischauts      | 30,00            | 145 (2022)                        | 4,8                | modifier les données · modifier les données |
| Condé                       | 36059      | CC Champagne Boischauts      | 23,82            | 227 (2022)                        | 9,5                | modifier les données · modifier les données |
| Diou                        | 36065      | CC du Pays d'Issoudun        | 16,39            | 259 (2022)                        | 16                 | modifier les données · modifier les données |
| Dun-le-Poëlier              | 36068      | CC Chabris - Pays de Bazelle | 22,56            | 437 (2022)                        | 19                 | modifier les données · modifier les données |
| Fontenay                    | 36075      | CC Champagne Boischauts      | 12,33            | 77 (2022)                         | 6,2                | modifier les données · modifier les données |
| Giroux                      | 36083      | CC Champagne Boischauts      | 23,48            | 121 (2022)                        | 5,2                | modifier les données · modifier les données |
| Guilly                      | 36085      | CC Champagne Boischauts      | 20,64            | 239 (2022)                        | 12                 | modifier les données · modifier les données |
| Liniez                      | 36097      | CC Champagne Boischauts      | 26,94            | 324 (2022)                        | 12                 | modifier les données · modifier les données |
| Lizeray                     | 36098      | CC Champagne Boischauts      | 35,41            | 83 (2022)                         | 2,3                | modifier les données · modifier les données |
| Luçay-le-Libre              | 36102      | CC Champagne Boischauts      | 11,85            | 105 (2022)                        | 8,9                | modifier les données · modifier les données |
| Menetou-sur-Nahon           | 36115      | CC Chabris - Pays de Bazelle | 6,98             | 143 (2022)                        | 20                 | modifier les données · modifier les données |
| Ménétréols-sous-Vatan       | 36116      | CC Champagne Boischauts      | 27,83            | 117 (2022)                        | 4,2                | modifier les données · modifier les données |
| Meunet-Planches             | 36121      | CC Champagne Boischauts      | 26,73            | 168 (2022)                        | 6,3                | modifier les données · modifier les données |
| Meunet-sur-Vatan            | 36122      | CC Champagne Boischauts      | 12,47            | 196 (2022)                        | 16                 | modifier les données · modifier les données |
| Migny                       | 36125      | CC du Pays d'Issoudun        | 13,35            | 110 (2022)                        | 8,2                | modifier les données · modifier les données |
| Neuvy-Pailloux              | 36140      | CC Champagne Boischauts      | 41,81            | 1 161 (2022)                      | 28                 | modifier les données · modifier les données |
| Orville                     | 36147      | CC Chabris - Pays de Bazelle | 9,35             | 141 (2022)                        | 15                 | modifier les données · modifier les données |
| Paudy                       | 36152      | CC du Pays d'Issoudun        | 30,28            | 437 (2022)                        | 14                 | modifier les données · modifier les données |
| Poulaines                   | 36162      | CC Chabris - Pays de Bazelle | 46,32            | 816 (2022)                        | 18                 | modifier les données · modifier les données |
| Pruniers                    | 36169      | CC Champagne Boischauts      | 49,00            | 497 (2022)                        | 10                 | modifier les données · modifier les données |
| Reboursin                   | 36170      | CC Champagne Boischauts      | 12,72            | 104 (2022)                        | 8,2                | modifier les données · modifier les données |
| Reuilly                     | 36171      | CC du Pays d'Issoudun        | 25,80            | 2 009 (2022)                      | 78                 | modifier les données · modifier les données |
| Saint-Aoustrille            | 36179      | CC Champagne Boischauts      | 19,47            | 211 (2022)                        | 11                 | modifier les données · modifier les données |
| Saint-Aubin                 | 36181      | CC Champagne Boischauts      | 28,32            | 151 (2022)                        | 5,3                | modifier les données · modifier les données |
| Saint-Christophe-en-Bazelle | 36185      | CC Chabris - Pays de Bazelle | 13,94            | 353 (2022)                        | 25                 | modifier les données · modifier les données |
| Saint-Florentin             | 36191      | CC Champagne Boischauts      | 15,95            | 508 (2022)                        | 32                 | modifier les données · modifier les données |
| Saint-Georges-sur-Arnon     | 36195      | CC du Pays d'Issoudun        | 23,87            | 554 (2022)                        | 23                 | modifier les données · modifier les données |
| Saint-Pierre-de-Jards       | 36205      | CC Champagne Boischauts      | 18,01            | 98 (2022)                         | 5,4                | modifier les données · modifier les données |
| Saint-Valentin              | 36209      | CC Champagne Boischauts      | 24,90            | 263 (2022)                        | 11                 | modifier les données · modifier les données |
| Sainte-Fauste               | 36190      | CC Champagne Boischauts      | 23,07            | 260 (2022)                        | 11                 | modifier les données · modifier les données |
| Sainte-Lizaigne             | 36199      | CC du Pays d'Issoudun        | 26,36            | 1 109 (2022)                      | 42                 | modifier les données · modifier les données |
| Ségry                       | 36215      | CC du Pays d'Issoudun        | 33,06            | 487 (2022)                        | 15                 | modifier les données · modifier les données |
| Sembleçay                   | 36217      | CC Chabris - Pays de Bazelle | 8,08             | 101 (2022)                        | 13                 | modifier les données · modifier les données |
| Thizay                      | 36222      | CC Champagne Boischauts      | 16,65            | 229 (2022)                        | 14                 | modifier les données · modifier les données |
| Val-Fouzon                  | 36229      | CC Chabris - Pays de Bazelle | 46,90            | 944 (2022)                        | 20                 | modifier les données · modifier les données |
| Vatan                       | 36230      | CC Champagne Boischauts      | 29,80            | 1 959 (2022)                      | 66                 | modifier les données · modifier les données |
| Vouillon                    | 36248      | CC Champagne Boischauts      | 14,98            | 224 (2022)                        | 15                 | modifier les données · modifier les données |
| Arrondissement d'Issoudun   | 364        |                              | 1 182,30         | 32 618 (2022)                     | 28                 | modifier les données                        |

## Administration
| Période          | Période          | Identité                | Fonction précédente | Observation    |
| ---------------- | ---------------- | ----------------------- | ------------------- | -------------- |
|                  |                  |                         |                     |                |
| 1803             |                  | Philippe-Claude Arthuys |                     | démissionnaire |
|                  |                  |                         |                     |                |
|                  | 1953             |                         |                     |                |
| 1953             | 1954             | André Rousselet         |                     |                |
| 1954             |                  |                         |                     |                |
| ?                | 1er octobre 2018 | ?                       |                     |                |
| 1er octobre 2018 | En cours         | Bénédicte Cartelier     |                     |                |

## Démographie
En 2022, l'arrondissement comptait 32 618 habitants.
| 1968   | 1975   | 1982   | 1990   | 1999   | 2006   | 2011   | 2016   | 2021   |
| ------ | ------ | ------ | ------ | ------ | ------ | ------ | ------ | ------ |
| 38 954 | 37 901 | 36 151 | 35 082 | 34 852 | 36 166 | 35 978 | 34 252 | 32 694 |

| 2022   | - | - | - | - | - | - | - | - |
| ------ | - | - | - | - | - | - | - | - |
| 32 618 | - | - | - | - | - | - | - | - |